# حسن القاضی (بازیکن فوتبال)
حسن القاضی (انگلیسی: Hassan Al Qadhi؛ زادهٔ ۸ نوامبر ۱۹۸۳) یک بازیکن فوتبال است.